# Anastasiya Bitsenko
Anastasíya Alekséievna Bitsenko (en ruso: Анастаси́я Алексе́евна Бице́нко, Aleksándrovka, gobernación de Yekaterinoslav, 29 de octubre de 1875-Campo de fusilamiento de Communarka, afueras de Moscú, 16 de junio de 1938) fue una revolucionaria rusa. Miembro del Partido Social-Revolucionario, asesinó a un exministro responsable del aplastamiento de las protestas campesinas en Sarátov durante la Revolución rusa de 1905. Parte de la delegación rusa en las negociaciones de paz con los Imperios centrales a finales de 1917 como representante de los socialrevolucionarios de izquierda, se unió al partido bolchevique en 1918. Murió víctima de las purgas estalinistas en 1938.
Nacida en una familia campesina, se formó como maestra. Miembro del Partido Social-Revolucionario (PSR), en 1905 asesinó al general Víktor Sájarov. Arrestada, fue condenada a cadena perpetua y enviada en 1906 a una cárcel siberiana junto con otras terroristas.
Liberada tras la Revolución de Febrero de 1917, se unió a los socialrevolucionarios de izquierda (PSRI), primero una corriente del Partido Social-Revolucionario (PSR) y más tarde un partido separado. Participó en las conversaciones de paz con los Imperios Centrales que condujeron a la rúbrica del Tratado de Brest-Litovsk en marzo de 1918, que respaldó, al contrario que la mayoría del PSRI. Repudió pronto el alzamiento socialrevolucionario del 6 de julio mediante el que el comité central del partido trató en vano de forzar un cambio de política gubernamental. En noviembre, ingresó en el Partido Bolchevique.
Participó en el juicio propagandístico de dirigentes socialrevolucionarios en 1922. A principios de 1938, durante la Gran Purga,  fue encarcelada, y fusilada en junio del mismo año. Las autoridades soviéticas la absolvieron póstumamente en 1961.

## Comienzos
Hija de campesinos rusos con otros seis hermanos, nació en un pueblo de la gobernación de Yekaterinoslav en 1875. Logró instruirse más de lo que era habitual para su clase social: asistió durante tres años a una escuela local de su distrito natal y más tarde realizó cursos de pedagogía en Moscú entre 1899 y 1901. En 1901, fue expulsada junto con su marido Mijaíl S. Bitsenko —agrónomo y veterano agitador socialrevolucionario— por haber participado en protestas estudiantiles, sin poder completar sus estudios de magisterio. En 1902, acompañó a su esposo a su exilio interior en Irkutsk. En 1903, se separó de su marido y se trasladó a San Petersburgo, donde ingresó en el grupo que planeaba el asesinato del ministro del Interior Viacheslav von Pleve y se convirtió en una de las cabecillas de la célula terrorista.

## Actividad terrorista
Detenida junto con el resto de conspiradores a finales de enero de 1904, permaneció encarcelada a espera de juicio hasta marzo de 1905. A falta de pruebas, las autoridades decidieron no juzgarla sino deportarla administrativamente tres años a la provincia de Vólogda. En abril, sin embargo, se fugó y se exilió en Ginebra; regresó a Rusia, a Moscú, en agosto.
Desoyó la orden del comité central socialrevolucionario de acabar con los atentados terroristas contra las autoridades, proclamada tras el Manifiesto de Octubre y la promesa del zar de proclamar una Constitución. En noviembre se mudó a Sarátov junto con un miembro de la Organización de Combate SR y preparó un piso franco. El 22 de noviembre, se presentó ante el adjunto del gobernador provincial, Víktor Sájarov —antiguo ministro de Defensa—, fingiendo acudir a formular una petición oficial y le disparó varias veces, hiriéndolo de muerte. Fue apresada cuando huía del lugar. La víctima del atentado había sido un general enviado por el zar para aplastar las graves revueltas en la provincia, consecuencia de la proclamación del manifiesto imperial y de las malas cosechas de ese año. Tanto los liberales de la región como los socialrevolucionarios celebraron la muerte del general responsable de la represión en el agro.
Como era habitual entre los terroristas de la organización de combate, durante varios meses se negó a revelar su nombre a las autoridades. Aún sin conocer su identidad, un tribunal militar de Sarátov la condenó a muerte por ahorcamiento el 3 de marzo de 1906, pero al mismo tiempo solicitó que la pena se conmutase por la de cadena perpetua dado su sexo y su «insuficiente desarrollo intelectual» que, según los jueces, había permitido que el partido la utilizase. El 13 de abril, una vez aprobado el cambio de pena, Bitsenko reveló su nombre al fiscal provincial.
A finales de abril se la trasladó a la prisión de Butyrka en Moscú, donde mantuvo malas relaciones con el resto de revolucionarios allí encarcelados. Estos deseaban conocerla, mientras que Bitsenko prefería evitar toda atención.

## Exilio interior

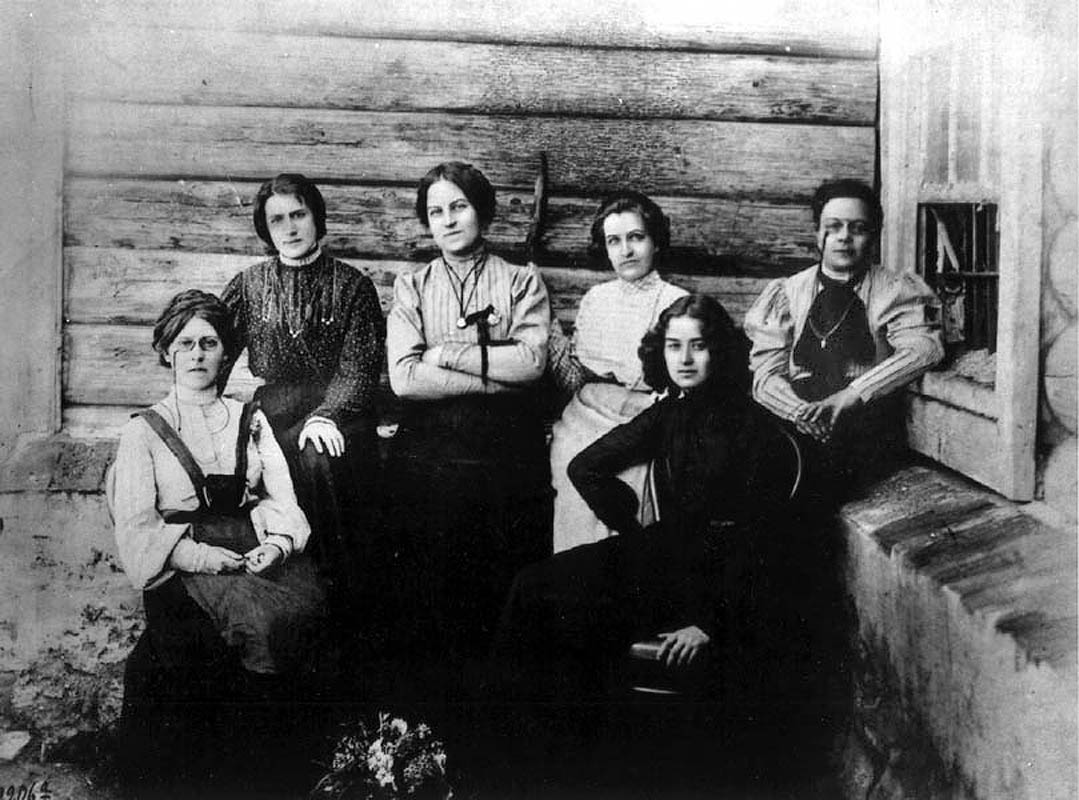
Bitsenko, en el centro, con los brazos cruzados, junto con el resto de la shestiorka en el exilio siberiano en Nérchinsk.

El 21 de junio, comenzó el viaje al complejo carcelario de Nérchinsk, cerca de la frontera china, que duró alrededor de un mes. Bitsenko viajó junto con otras cinco terroristas con las que formó una famosa shestiorka (grupo de seis) y entre las que se contaba la famosa Mariya Spiridónova. Encerrada junto con sus compañeras en la cárcel de Máltsev, reservada para las presas, sufrió problemas de salud, como la mayoría de sus cinco compañeras. Asumió el papel de representante del grupo ante las autoridades carcelarias. El 27 de abril de 1911, se la trasladó junto con el resto de presas políticas a la prisión de Akatui, también parte del complejo de Nérchinsk.
Durante la Primera Guerra Mundial, defendió el internacionalismo, posición mayoritaria en el partido en 1917, pero minoritaria entre los afiliados en el exilio.

## Revolución

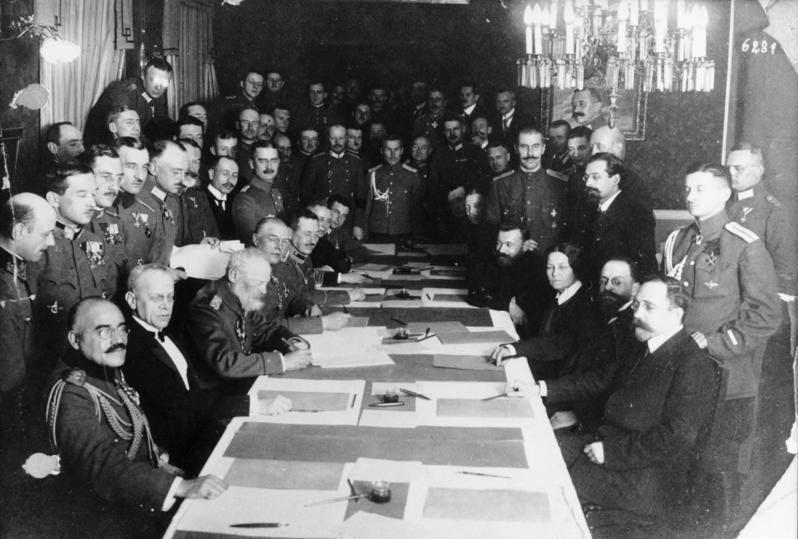
Bitsenko en la firma del armisticio con los Imperios Centrales en diciembre de 1917.

Junto con Spiridónova y otras presas liberadas por la amnistía del Gobierno provisional, se trasladó a Chitá el 8 de marzojul./ 21 de marzo de 1917greg., donde permaneció durante algunas semanas. Llegó a Moscú el 31 de mayojul./ 13 de juniogreg., cuando se estaban celebrando las últimas sesiones del tercer congreso del partido; los delegados recibieron a las desterradas siberianas con una gran ovación y se las invitó a unirse a la presidencia congresual. Inmediatamente, se la incluyó junto con Spiridónova en la lista de candidatos al comité central presentada por la corriente izquierdista. Rechazó participar y el congreso eligió finalmente a candidatos derechistas, a excepción del veterano Mark Natanson, única concesión a la izquierda. Al contrario del resto de exiliadas, que partió tras el congreso a Petrogrado, Bitsenko permaneció en Moscú para trabajar en el comité regional socialrevolucionario.
En agosto, participó en la séptima conferencia del partido en la capital, delegada de la corriente izquierdista, que no pudo obtener el respaldo mayoritario a sus mociones contrarias a la continuación del gobierno de coalición con los liberales y favorables a la creación de un gabinete exclusivamente socialista que respondiese ante los sóviets. Fue una de las tres candidatas socialrevolucionarias en las elecciones a la Asamblea Constituyente junto con otras dos antiguas compañeras de exilio siberiano.
A finales de 1917, formó parte de la delegación soviética enviada a Brest a tratar la paz con los Imperios Centrales. Bitsenko era el miembro que representaba a los socialrevolucionarios de izquierda y a las mujeres —había también un campesino, un obrero, un soldado y un marino, como símbolos de los sectores sociales revolucionarios—. Fue elegida miembro del comité central del PSRI en las votaciones del primer congreso del partido.
Al igual que una minoría de los dirigentes del partido, se mostró favorable a la firma del Tratado de Brest-Litovsk en la primavera de 1918. Elegida miembro del VTsIK en el IV Congreso de los Soviets que había debatido la cuestión de la paz, no tuvo un papel destacado en las sesiones del organismo, al igual que la mayoría de sus correligionarios. Esta oposición a la postura oficial del partido quedó patente en el segundo congreso del PSRI, celebrado en abril, en el que la minoría partidaria de firmar la paz y permanecer en el Gobierno trató en vano de obtener el respaldo de los delegados. Fue elegida miembro suplente del comité central en el congreso. No lo fue, sin embargo, en el tercero, celebrado a finales de junio, inmediatamente antes del V Congreso de los Soviets. Secundó el alzamiento socialrevolucionario de julio, pero más tarde lo condenó, una vez aplastado por el gobierno de Sovnarkom. Fue una de los delegados del Congreso de los Soviets arrestados por los bolcheviques en el Teatro Bolshói la noche del 6 de julio, durante el levantamiento. Contraria al alzamiento ya el día 7, fue liberada de inmediato. Elegida miembro de la oficina central del PSRI, sustituto temporal del comité central que se encontraba en la clandestinidad, abandonó el partido a finales del verano, tras producirse un levantamiento antigubernamental en Oriol. A finales de septiembre, fundó junto con otros antiguos dirigentes radicales el Partido del Comunismo Revolucionario (en ruso, Партия революционного коммунизма).
En noviembre de 1918, se afilió al Partido bolchevique, mientras que el grueso del efímero Partido del Comunismo Revolucionario lo hizo en septiembre de 1920.

## Bolchevique y periodo soviético
En el verano de 1922, participó en la defensa de uno de los grupos de acusados del juicio propagandístico contra algunos dirigentes socialrevolucionarios.
Trabajaba como propagandista en una fábrica textil de Moscú cuando fue detenida por el NKVD el 8 de febrero de 1938, durante las purgas estalinistas. Condenada a muerte el 16 de junio, fue ajusticiada el mismo día. Fue enterrada en el campo de fusilamiento de Communarka, a las afueras de la capital soviética. Las autoridades soviéticas la absolvieron póstumamente en 1961 de los cargos por los que había sido condenada.